# Francisco Javier Echevarría
Francisco Javier Echevarría Barrenechea, conocido como Echevarría (Yurre, Vizcaya, 5 de junio de 1950) es un futbolista español retirado. Fue portero del RCD Espanyol y Real Murcia en la Primera División de España.

## Trayectoria
Inició su carrera en el fútbol base del Arratia, de donde fue fichado por el CD Basconia, con el que jugó en Tercera División. Fichó luego por el Athletic Club, pero nunca llegó a jugar en el primer equipo. Primero fue cedido a la AD Ceuta -mientras el jugador realizaba el servicio militar en la ciudad norteafricana- y luego al Arenas de Guecho.
La temporada 1974/75 fue el portero titular de la UE Sant Andreu en Segunda División y sus buenas actuaciones le permitieron fichar por el RCD Espanyol el verano de 1975. Empezó la temporada 1975/76 como suplente, pero en la novena jornada, cuando su equipo perdía por 3-0 en El Molinón, José Emilio Santamaría le hizo salir en la media parte en lugar del titular José Luis Borja. A pesar de la derrota final por 6-1, Echevarría se mantuvo como titular hasta el final de la temporada, en un total de 19 partidos de liga. 
Inició también como titular la siguiente temporada, aunque a partir de la séptima jornada fue desplazado al banquillo por el internacional paraguayo Gato Fernández. La temporada siguiente, con la llegada de Urruti, se le cerraron definitivamente las puertas de la titularidad.
Después de tres años como suplente en el RCD Espanyol, la temporada 1979/80 inició una nueva etapa en el Real Murcia. Con los pimentoneros jugó un año en Primera División y tres más en Segunda.
En 1983, con 33 años, fichó por el Sestao Sport Club donde, a pesar de su veteranía, se mantuvo en activo durante seis campañas, viviendo algunos de los mayores éxitos de la historia del River. Primero, la temporada 1984/85, con la conquista de la Copa de la Liga de Segunda B y el ascenso a Segunda División.
Se retiró en julio de 1989, con 39 años, cuando era el jugador más veterano del fútbol profesional español.

## Clubes
| Club             | País   | Año       |
| ---------------- | ------ | --------- |
| CD Basconia      | España | 1970-1972 |
| AD Ceuta         | España | 1972-1973 |
| Arenas de Guecho | España | 1973-1974 |
| UE Sant Andreu   | España | 1974-1975 |
| RCD Espanyol     | España | 1975-1979 |
| Real Murcia      | España | 1979-1983 |
| Sestao SC        | España | 1983-1989 |

## Palmarés

### Campeonatos nacionales
| Título                                | Club        | País   | Año  |
| ------------------------------------- | ----------- | ------ | ---- |
| Liga de Segunda División              | Real Murcia | España | 1983 |
| Copa de la Liga de Segunda División B | Sestao SC   | España | 1985 |
| Liga de Segunda División B            | Sestao SC   | España | 1985 |

## Vida personal
Es el padre del exfutbolista Xabier Etxebarria, que jugó en el Bilbao Athletic, en el Athletic Club y en varios equipos vascos de Segunda B.